# Яньхе-Туцзяський автономний повіт
28°33′27″ пн. ш. 108°29′17″ сх. д. / 28.55761° пн. ш. 108.48797° сх. д.
Яньхе-Туцзяський автономний повіт (кит. 沿河土家族自治县, пін. Yánhé Tŭjiāzú Zìzhìxiàn) — один із повітів КНР у складі префектури Тунжень, провінція Ґуйчжоу. Адміністративний центр — містечко Хепін.

## Географія
Яньхе-Туцзяський автономний повіт лежить на висоті близько 470 метрів над рівнем моря.

### Клімат
Повіт знаходиться у зоні, котра характеризується вологим субтропічним кліматом. Найтепліший місяць — липень із середньою температурою 27,8 °C. Найхолодніший місяць — січень, із середньою температурою 6,6 °С.
| Клімат повіту Яньхе-Туцзя | Клімат повіту Яньхе-Туцзя | Клімат повіту Яньхе-Туцзя | Клімат повіту Яньхе-Туцзя | Клімат повіту Яньхе-Туцзя | Клімат повіту Яньхе-Туцзя | Клімат повіту Яньхе-Туцзя | Клімат повіту Яньхе-Туцзя | Клімат повіту Яньхе-Туцзя | Клімат повіту Яньхе-Туцзя | Клімат повіту Яньхе-Туцзя | Клімат повіту Яньхе-Туцзя | Клімат повіту Яньхе-Туцзя | Клімат повіту Яньхе-Туцзя |
| Показник                  | Січ.                      | Лют.                      | Бер.                      | Квіт.                     | Трав.                     | Черв.                     | Лип.                      | Серп.                     | Вер.                      | Жовт.                     | Лист.                     | Груд.                     | Рік                       |
| Середній максимум, °C     | 9,9                       | 12,1                      | 16,6                      | 22,8                      | 27,3                      | 29,9                      | 33,4                      | 33,8                      | 29,6                      | 22,9                      | 17,9                      | 12,2                      | 22,4                      |
| Середня температура, °C   | 6,6                       | 8,5                       | 12,3                      | 17,7                      | 22                        | 25                        | 27,8                      | 27,8                      | 24,1                      | 18,4                      | 13,6                      | 8,6                       | 17,7                      |
| Середній мінімум, °C      | 4,3                       | 5,9                       | 9,2                       | 14,2                      | 18,2                      | 21,5                      | 23,8                      | 23,6                      | 20,4                      | 15,6                      | 10,9                      | 6,1                       | 14,5                      |
| Норма опадів, мм          | 58.7                      | 68.1                      | 84.3                      | 278.3                     | 312.1                     | 533.1                     | 490.9                     | 285.3                     | 274                       | 172.8                     | 178.6                     | 58.6                      | 2794.8                    |
| Вологість повітря, %      | 75                        | 73                        | 74                        | 76                        | 78                        | 81                        | 78                        | 75                        | 75                        | 80                        | 77                        | 75                        | 76.4                      |
| ------------------------- | ------------------------- | ------------------------- | ------------------------- | ------------------------- | ------------------------- | ------------------------- | ------------------------- | ------------------------- | ------------------------- | ------------------------- | ------------------------- | ------------------------- | ------------------------- |
| Джерело: data.cma.cn      |                           |                           |                           |                           |                           |                           |                           |                           |                           |                           |                           |                           |                           |